# Општина Етчохоа (Сонора)
Етчохоа (шп. Etchojoa) општина је у Мексику у савезној држави Сонора. Општина се налази на надморској висини од 12 м.

## Становништво
Према подацима из 2010. у општини је живело 60717 становника.

### Хронологија
| Година       | 2000                  | 2005                  | 2010                  |
| ------------ | --------------------- | --------------------- | --------------------- |
| Становништво | 56129 (28418 / 27711) | 55697 (28251 / 27446) | 60717 (31131 / 29586) |

### Попис
| \| \| м \| \| \| ж \| \| 0—2 \| 1.653 \| \| \| 1.511 \| \| 3—5 \| 1.852 \| \| \| 1.677 \| \| 6—11 \| 3.973 \| \| \| 3.688 \| \| 12—14 \| 1.774 \| \| \| 1.797 \| \| 15—17 \| 1.926 \| \| \| 1.793 \| \| 18—24 \| 3.993 \| \| \| 3.595 \| \| 60+ \| 3.578 \| \| \| 3.360 \| \| Просек : \| 29,4 \| \| \| 29,7 \| |       |  |  |       |
| |       |  |  |       |
| | м     |  |  | ж     |
| 0—2 | 1.653 |  |  | 1.511 |
| 3—5 | 1.852 |  |  | 1.677 |
| 6—11 | 3.973 |  |  | 3.688 |
| 12—14 | 1.774 |  |  | 1.797 |
| 15—17 | 1.926 |  |  | 1.793 |
| 18—24 | 3.993 |  |  | 3.595 |
| 60+ | 3.578 |  |  | 3.360 |
| Просек : | 29,4  |  |  | 29,7  |

| #   | Индикатор                                                                                        | Вредност |
| --- | ------------------------------------------------------------------------------------------------ | -------- |
| 1   | Становништво од 0 до 2 године                                                                    | 3164     |
| 2   | Мушко становништво од 0 до 2 године                                                              | 1653     |
| 3   | Женско становништво од 0 до 2 године                                                             | 1511     |
| 4   | Становништво са 3 и више година                                                                  | 57375    |
| 5   | Мушко становништво са 3 и више година                                                            | 29388    |
| 6   | Женско становништво са 3 и више година                                                           | 27987    |
| 7   | Становништво са 5 и више година                                                                  | 55040    |
| 8   | Мушко становништво са 5 и више година                                                            | 28176    |
| 9   | Женско становништво са 5 и више година                                                           | 26864    |
| 10  | Становништво са 12 и више година                                                                 | 46185    |
| 11  | Мушко становништво са 12 и више година                                                           | 23563    |
| 12  | Женско становништво са 12 и више година                                                          | 22622    |
| 13  | Становништво са 15 и више година                                                                 | 42614    |
| 14  | Мушко становништво са 15 и више година                                                           | 21789    |
| 15  | Женско становништво са 15 и више година                                                          | 20825    |
| 16  | Становништво са 18 и више година                                                                 | 38895    |
| 17  | Мушко становништво са 18 и више година                                                           | 19863    |
| 18  | Женско становништво са 18 и више година                                                          | 19032    |
| 19  | Становништво од 3 до 5 година                                                                    | 3529     |
| 20  | Мушко становништво од 3 до 5 година                                                              | 1852     |
| 21  | Женско становништво од 3 до 5 година                                                             | 1677     |
| 22  | Становништво од 6 до 11 година                                                                   | 7661     |
| 23  | Мушко становништво од 6 до 11 година                                                             | 3973     |
| 24  | Женско становништво од 6 до 11 година                                                            | 3688     |
| 25  | Становништво од 8 до 14 година                                                                   | 8817     |
| 26  | Мушко становништво од 8 до 14 година                                                             | 4528     |
| 27  | Женско становништво од 8 до 14 година                                                            | 4289     |
| 28  | Становништво од 12 до 14 година                                                                  | 3571     |
| 29  | Мушко становништво од 12 до 14 година                                                            | 1774     |
| 30  | Женско становништво од 12 до 14 година                                                           | 1797     |
| 31  | Становништво од 15 до 17 година                                                                  | 3719     |
| 32  | Мушко становништво од 15 до 17 година                                                            | 1926     |
| 33  | Женско становништво од 15 до 17 година                                                           | 1793     |
| 34  | Становништво од 18 до 24 године                                                                  | 7588     |
| 35  | Мушко становништво од 18 до 24 године                                                            | 3993     |
| 36  | Женско становништво од 18 до 24 године                                                           | 3595     |
| 37  | Женско становништво од 15 до 49 година                                                           | 14748    |
| 38  | Становништво са 60 и више година                                                                 | 6938     |
| 39  | Мушко становништво са 60 и више година                                                           | 3578     |
| 40  | Женско становништво са 60 и више година                                                          | 3360     |
| 41  | Однос између мушкараца и жена                                                                    | 105.22   |
| 42  | Становништво од нуле до 14 година                                                                | 17925    |
| 43  | Становништво од 15 до 64 године                                                                  | 37856    |
| 44  | Становништво од 65 година и више                                                                 | 4758     |
| 45  | Просечан број деце                                                                               | 2.62     |
| 46  | Становништво рођено у ентитету                                                                   | 58840    |
| 47  | Мушко становништво рођено у ентитету                                                             | 30153    |
| 48  | Женско становништво рођено у ентитету                                                            | 28687    |
| 49  | Становништво рођено у другом ентитету                                                            | 1506     |
| 50  | Мушко становништво рођено у другом ентитету                                                      | 799      |
| 51  | Женско становништво рођено у другом ентитету                                                     | 707      |
| 52  | Становништво од 5 година и више резидентно у ентитету у јуну 2005. године                        | 54266    |
| 53  | Мушко становништво старосног доба од 5 година и више, резидентно у ентитету у јуну 2005. године  | 27764    |
| 54  | Женско становништво старосног доба од 5 и више година, резидентно у ентитету у јуну 2005. године | 26502    |
| 55  | Становништво од 5 година и више које је живело у другом ентитету у јуну 2005. године             | 309      |
| 56  | Мушко становништво старије од 5 година које је живело у другом ентитету у јуну 2005. године      | 158      |
| 57  | Женско становништво старије од 5 година које је живело у другом ентитету у јуну 2005. године     | 151      |
| 58  | Становништво од 3 године и више које говори аутохтони језик                                      | 9244     |
| 59  | Мушко становништво старо 3 године и више које говори аутохтони језик                             | 4954     |
| 60  | Женско становништво старо 3 године и више које говори аутохтони језик                            | 4290     |
| 61  | Становништво од 3 године и више које говори аутохтони језик и не говори шпански језик            | 37       |
| 62  | Мушко становништво старо 3 године и више које говори аутохтони језик и не говори шпански         | 11       |
| 63  | Женско становништво старо 3 године и више које говори аутохтони језик и не говори шпански језик  | 26       |
| 64  | Становништво старо 3 године и више које говори аутохтони језик и шпански                         | 8905     |
| 65  | Мушко становништво старо 3 године и више које говори аутохтони језик и шпански                   | 4783     |
| 66  | Женско становништво старо 3 године и више које говори аутохтони језик и шпански                  | 4122     |
| 67  | Становништво од 5 година и више које говори аутохтони језик                                      | 9206     |
| 68  | Становништво од 5 година и више које говори аутохтони језик и не говори шпански језик            | 37       |
| 69  | Становништво од 5 година и више које говори аутохтони језик и говори шпански језик               | 8872     |
| 70  | Становништво у домородачким домаћинствима                                                        | 21728    |
| 71  | Становништво са ограничењима у активностима                                                      | 3096     |
| 72  | Становништво са ограниченим ходањем или кретањем, горе или доле                                  | 1584     |
| 73  | Становници са ограничењима вида, чак и уз кориштење сочива                                       | 1062     |
| 74  | Становништво са ограничењима говора, комуникације или конверзације                               | 234      |
| 75  | Становништво са ограниченим слухом                                                               | 330      |
| 76  | Становништво са ограничењима при одевању, купању или јелу                                        | 147      |
| 77  | Становништво са ограничењима у опажању или учењу једноставних ствари                             | 133      |
| 78  | Становништво са менталним ограничењима                                                           | 305      |
| 79  | Становништво без ограничења активности                                                           | 57149    |
| 80  | Становништво од 3 до 5 година које не похађа школу                                               | 1537     |
| 81  | Мушко становништво од 3 до 5 година које не похађа школу                                         | 809      |
| 82  | Женско становништво од 3 до 5 година које не похађа школу                                        | 728      |
| 83  | Становништво од 6 до 11 година које не похађа школу                                              | 159      |
| 84  | Мушко становништво од 6 до 11 година које не похађа школу                                        | 82       |
| 85  | Женско становништво од 6 до 11 година које не похађа школу                                       | 77       |
| 86  | Становништво од 12 до 14 година које не похађа школу                                             | 166      |
| 87  | Мушко становништво од 12 до 14 година које не похађа школу                                       | 97       |
| 88  | Женско становништво од 12 до 14 година које не похађа школу                                      | 69       |
| 89  | Становништво од 15 до 17 година похађа школу                                                     | 2813     |
| 90  | Мушко становништво од 15 до 17 година похађа школу                                               | 1426     |
| 91  | Женско становништво између 15 и 17 година живота у школи                                         | 1387     |
| 92  | Становништво од 18 до 24 године похађа школу                                                     | 2397     |
| 93  | Мушко становништво од 18 до 24 године похађа школу                                               | 1259     |
| 94  | Женско становништво од 18 до 24 године похађа школу                                              | 1138     |
| 95  | Становништво од 8 до 14 година које не може да чита и пише                                       | 323      |
| 96  | Мушко становништво старосног доба од 8 до 14 година које не може да чита и пише                  | 214      |
| 97  | Женско становништво старосног доби од 8 до 14 година које не може да чита и пише                 | 109      |
| 98  | Становништво од 15 година и више које је неписмено                                               | 2650     |
| 99  | Мушко становништво од 15 година и више које је неписмено                                         | 1318     |
| 100 | Женско становништво од 15 година и више које је неписмено                                        | 1332     |
| 101 | Становништво старо 15 и више година без школовања                                                | 2331     |
| 102 | Мушко становништво старо 15 и више година без школовања                                          | 1226     |
| 103 | Женско становништво старо 15 и више година без школовања                                         | 1105     |
| 104 | Становништво старосног доба 15 и више година са непотпуним основним образовањем                  | 6638     |
| 105 | Мушко становништво старосног доба од 15 година и више са непотпуном основним образовањем         | 3718     |
| 106 | Женско становништво старосног доба 15 и више година са непотпуном основним образовањем           | 2920     |
| 107 | Становништво старо 15 и више година са комплетним основним образовањем                           | 5441     |
| 108 | Мушко становништво старо 15 година и више са комплетним основним образовањем                     | 2763     |
| 109 | Женско становништво старо 15 и више година са комплетним основним образовањем                    | 2678     |
| 110 | Становништво старосног доба 15 и више година са непотпуним средњим образовањем                   | 2361     |
| 111 | Мушко становништво старосног доба од 15 година и више са непотпуним средњим образовањем          | 1349     |
| 112 | Женско становништво старосног доба од 15 година и више са непотпуним средњим образовањем         | 1012     |
| 113 | Становништво старо 15 и више година са пуним секундарном образовањем                             | 11738    |
| 114 | Мушко становништво старосног доба од 15 година и више са пуним секундарном образовањем           | 5580     |
| 115 | Женско становништво старосног доба од 15 година и више са пуним секундарном образовањем          | 6158     |
| 116 | Становништво старије од 18 година са постосновним образовањем                                    | 12214    |
| 117 | Мушко становништво старије од 18 година са постосновним образовањем                              | 6241     |
| 118 | Женско становништво старије од 18 година са постосновним образовањем                             | 5973     |
| 119 | Просечна оцена школовања                                                                         | 8.35     |
| 120 | Просечан ниво образовања мушке популације                                                        | 8.23     |
| 121 | Просечан ниво образовања женског становништва                                                    | 8.48     |
| 122 | Економски активно становништво                                                                   | 21770    |
| 123 | Економски активна мушка популација                                                               | 16283    |
| 124 | Економски активна женска популација                                                              | 5487     |
| 125 | Становништво које није економски активно                                                         | 24162    |
| 126 | Мушко становништво које није економски активно                                                   | 7108     |
| 127 | Женско становништво које није економски активно                                                  | 17054    |
| 128 | Запослено становништво                                                                           | 20694    |
| 129 | Запослено мушко становништво                                                                     | 15381    |
| 130 | Запослено женско становништво                                                                    | 5313     |
| 131 | Незапослена популација                                                                           | 1076     |
| 132 | Незапослена мушка популација                                                                     | 902      |
| 133 | Незапослена женска популација                                                                    | 174      |
| 134 | Становништво без права на здравствене услуге                                                     | 13060    |
| 135 | Становништво које има право на здравствене услуге                                                | 47331    |
| 136 | Становништво које има право на ИМСС                                                              | 13153    |
| 137 | Становништво које има право на социјално осигурање                                               | 4956     |
| 138 | Становништво које има право на државно социјално осигурање                                       | 3056     |
| 139 | Становништво које има право на опште осигурање или здравствено осигурање за нову генерацију      | 26352    |
| 140 | Становништво које је било једном или није било у браку током 12 година и више                    | 15917    |
| 141 | Венчано или уједињено становништво од 12 година и више                                           | 25310    |
| 142 | Становништво које је било у браку или уједињено 12 година и више                                 | 4864     |
| 143 | Становништво са католичком религијом                                                             | 48225    |
| 144 | Протестанти, еванђелисти и библијски следбеници различити од еванђелиста                         | 6295     |
| 145 | Становништво са другим религијама различитим од претходних                                       | 1        |
| 146 | Становништво без религије                                                                        | 5069     |
| 147 | Укупно пописаних домаћинства                                                                     | 14195    |
| 148 | Пописна домаћинства на челу са мушкарцима                                                        | 10908    |
| 149 | Пописна домаћинства на челу са женама                                                            | 3287     |
| 150 | Становништво у пописним домаћинствима                                                            | 60529    |
| 151 | Становништво у пописним домаћинствима на челу са мушкарцима                                      | 47845    |
| 152 | Становништво у пописним домаћинствима на челу са женама                                          | 12684    |
| 153 | Укупно домаћинстава                                                                              | 16130    |
| 154 | Укупно насељених домаћинстава                                                                    | 14249    |
| 155 | Укупно приватних кућа                                                                            | 16076    |
| 156 | Насељени приватни домови                                                                         | 14195    |
| 157 | Укупно насељених приватних кућа                                                                  | 14247    |
| 158 | Ненасељене приватне куће                                                                         | 1464     |
| 159 | Појединачна домаћинства за привремену употребу                                                   | 417      |
| 160 | Становници у насељеним приватним кућама                                                          | 60529    |
| 161 | Насељеност станара у приватним становима                                                         | 4.26     |
| 162 | Просечно становника по соби у приватним насељеним домаћинствима                                  | 1.42     |
| 163 | Појединачна домаћинства са подовима од различитих материјала од земље                            | 11875    |
| 164 | Појединачна домаћинства у приземљу                                                               | 2258     |
| 165 | Појединачна домаћинства са једном спаваћом собом                                                 | 6565     |
| 166 | Појединачна домаћинства са две спаваће собе и више                                               | 7560     |
| 167 | Појединачна домаћинства са једним собом                                                          | 2274     |
| 168 | Појединачна домаћинства са две собе                                                              | 3722     |
| 169 | Појединачна домаћинства са 3 собе и више                                                         | 8121     |
| 170 | Појединачна домаћинства која имају електрично светло                                             | 13396    |
| 171 | Појединачна домаћинства која немају електрично светло                                            | 735      |
| 172 | Појединачна домаћинства која имају водоводну воду у стамбеном простору                           | 13132    |
| 173 | Појединачна домаћинства која немају водоводну воду у стамбеном простору                          | 991      |
| 174 | Појединачна домаћинства која имају тоалет                                                        | 13509    |
| 175 | Појединачна домаћинства која имају канализацију                                                  | 6648     |
| 176 | Појединачна домаћинства која немају канализацију                                                 | 7413     |
| 177 | Појединачна домаћинства која имају електрично светло, довод воде из јавне мреже и канализацију   | 6432     |
| 178 | Појединачна домаћинства без икаквих услова                                                       | 639      |
| 179 | Појединачна домаћинства која имају радио                                                         | 9910     |
| 180 | Појединачна домаћинства која имају телевизор                                                     | 12601    |
| 181 | Појединачна домаћинства која имају фрижидер                                                      | 10423    |
| 182 | Појединачна домаћинства која имају машину за веш                                                 | 5763     |
| 183 | Појединачна домаћинства која имају аутомобил или комби                                           | 4767     |
| 184 | Појединачна домаћинства која имају рачунар                                                       | 2052     |
| 185 | Појединачна домаћинства која имају фиксну телефонску линију                                      | 2176     |
| 186 | Појединачна домаћинства која имају мобилни телефон                                               | 8405     |
| 187 | Појединачна домаћинства која имају приступ интернету                                             | 1177     |